# Хмарун, Иван Фёдорович
Иван Федорович Хмарун (8 марта 1916, д. Боровики, Светлогорский район, Гомельская область — 13 ноября 1998) — Герой Социалистического Труда (1966).

## Биография
Детство прошло в деревне Боровики, здесь окончил 7 классов. С 1930 по 1937 годы работал столяром на строительной базе Шатилкинского судостроительного завода. В 1937 году призван в армию, участвовал в освобождении Западной Белоруссии, войне СССР с Финляндией, освобождении Бессарабии.
Окончил Омское зенитное артиллерийское училище. Служил на Дальнем Востоке. С 1942 года на фронтах Великой Отечественной войны. Участник Сталинградской битвы, боев под Харьковом. После капитуляции Германии участвовал в боях с Японией. Демобилизовался в 1946 году.
Работал в Мозыре диспетчером Облзаготзерна, в Боровичах мастером строительной бригады. В 1950 году приехал в Шатилки (ныне Светлогорск), а с 1954 года был прорабом строительной бригады, строившей Васильевичскую ГРЭС. В 1962 году возглавил бригаду строителей стройтреста № 20. Бригада И. Ф. Хмаруна первой в городе завоевала звание «Бригада коммунистического труда», ей поручали самые ответственные объекты: она строила первую и вторую очереди завода искусственного волокна, первые корпуса целлюлозно-картонного комбината, жилые дома.

## Награды
Звания Героя Социалистического Труда получил 11 августа 1966 года. Награды: Орден Ленина (1966), медали «За победу над Германией», «За победу над Японией», «Ветеран труда», юбилейные медали.
В 1981 году постановлением Президиума Светлогорского горисполкома было присвоено звание «Почетный гражданин г. Светлогорск».